# Collectif d'intégration des nouvelles approches de la performance scénique
 (juillet 2020).
Si vous disposez d'ouvrages ou d'articles de référence ou si vous connaissez des sites web de qualité traitant du thème abordé ici, merci de compléter l'article en donnant les références utiles à sa vérifiabilité et en les liant à la section « Notes et références ».
Le collectif d'intégration des nouvelles approches de la performance scénique (CINAPS) est un collectif théâtral canadien.
Le CINAPS fut fondé à l'initiative de Christian Lapointe en 2005 à Québec. 
Regroupement de concepteurs de théâtre, les travaux artistique du collectif furent jusqu'ici principalement produits sous la bannière du théâtre Péril.
Travaillant de front sur plusieurs esthétismes, le collectif conçoit et élabore un langage commun dont les vertus sont d’arriver à des conceptions d’objets théâtraux où la cohérence des concepts et de leurs interrelations mènent à l’unicité de l’interdisciplinarité. 
Comportant les départements visuels, sonores, de scénographie et de mise en forme, donc tous les éléments nécessaires à la création théâtrale, le collectif élabore des propositions scéniques intégrant, au besoin, les diverses approches préexistantes et nécessitées pour lesdites élaborations artistiques.
Les membres fondateurs de CINAPS sont Lionel Arnould, vidéographe, Mathieu Campagna, compositeur, Jean-François Labbé, scénographe, Christian Lapointe, metteur en scène, auteur et comédien. L'assistante à la mise en scène Adèle Saint-Amand et l'éclairagiste Martin Sirois sont aussi des membres satellites de CINAPS.

## Mises en formes
- 2006 : Axël – de Villiers de l’Isle Adam
- 2006 : Shopping and Fucking – de Mark Ravenhill
- 2007 : C.H.S. – de Christian Lapointe
- 2008 : Le Vol des anges – de Luis Thénon
- 2009 : Nature morte dans un fossé - de Fausto Paravidino